# Electronic Earth
Electronic Earth ist das Debütalbum des britischen Grime- und R&B-Sängers Labrinth. Es wurde erstmals am 2. April 2012 bei Syco Music veröffentlicht und konnte in Australien, Irland und Großbritannien die Charts erreichen. Bisher wurden vier Singles aus dem Album veröffentlicht, Let the Sun Shine, Earthquake, Last Time und Express Yourself. Das Album wurde von Labrinth und Da Digglar produziert.

## Entstehung von Veröffentlichung
Die drei, bevor das Album erschienen war, aus dem Album veröffentlichten Singles, Earthquake, Last Time und Let the Sun Shine, konnten alle die Top 5 der britischen Charts erreichen, weswegen Kritiker am Album hohe Forderungen hatten. Der Name und das Erscheinungsdatum des Albums wurden allerdings schon am 11. Dezember 2011 von Labrinth bei Twitter preisgegeben. Dort wurde auch der 19. März als Veröffentlichungsdatum genannt, das Album wurde dann am 30. März veröffentlicht, nachdem Labrinth das Plattencover am 8. Februar 2012 vorab auf Facebook postete. Auch eine Deluxe-Version (auch Deluxe Edition, kein Unterschied) wurde veröffentlicht. Diese enthält 15 Titel, inklusive einiger Remixe.
Das Album wurde über eineinhalb Jahre hinweg in den Milmark Studios in London aufgenommen. Weiterhin enthält das Album Gastbeiträge von Tinie Tempah und Emeli Sandé, die Deluxe-Version enthält auch noch Auftritte von Busta Rhymes, Tinchy Stryder, Devlin, Wretch 32 und Kano, genauso wie Remixe von Joey Negro, den Wideboys, Knife Party und R3Hab. Songschreiber waren im Album unter anderem Marc Williams, Marc Roberts, Joni Mitchell, Mike Posner, Tinie Tempah, Rami Yacoub, Carl Falk und Emeli Sandé. Produziert wurde das Album von McKenzie selber und Da Digglar. Nachdem das Album veröffentlicht worden war, äußerte sich Labrinth zu diesem gegenüber Blues & Soul:

“Basically 'Electronic Earth' as a title represents musically where I’m heading to as an artist. In that I wanna be able to make both acoustic and electronic music side-by-side. You know, on one side you have artists like Adele who’s very much on an acoustic vibe, and then on the other you have like maybe Justice who are a kind of electro-house band.”

und fuhr fort:

“And to me, what I’m about as a musician is joining those two worlds TOGETHER… So yeah, in that way 'Electronic Earth' does truly represent me as both an artist AND a producer.”

## Titelliste
1. Climb on Board – 3:58
2. Earthquake (feat. Tinie Tempah) – 4:34
3. Last Time – 4:23
4. Treatment – 4:30
5. Express Yourself – 4:03
6. Let the Sun Shine – 2:59
7. Beneath Your Beautiful (feat. Emeli Sandé) – 4:31
8. Sundown – 5:06
9. Sweet Riot – 5:02
10. Vultures – 4:17

(Quelle:)

## Singleauskopplungen
Die aus dem Album veröffentlichten Singles konnten allesamt in Großbritannien, Irland und Schottland die Charts erreichen. Die UK R&B Charts konnte er mit allen außer Let the Sun Shine erreichen. Die UK Official Streaming Chart Top 100 konnten mit Last Time und Earthquake erreicht werden. Die erfolgreichste Single aus dem Album ist Earthquake, welche in insgesamt zwölf verschiedenen Charts eine Platzierung erreichen konnte.
Singles in den Charts

| Jahr | Titel                  | Höchstplatzierung, Gesamtwochen, AuszeichnungChartplatzierungen (Jahr, Titel, , Platzierungen, Wochen, Auszeichnungen, Anmerkungen) | Höchstplatzierung, Gesamtwochen, AuszeichnungChartplatzierungen (Jahr, Titel, , Platzierungen, Wochen, Auszeichnungen, Anmerkungen) | Höchstplatzierung, Gesamtwochen, AuszeichnungChartplatzierungen (Jahr, Titel, , Platzierungen, Wochen, Auszeichnungen, Anmerkungen) | Höchstplatzierung, Gesamtwochen, AuszeichnungChartplatzierungen (Jahr, Titel, , Platzierungen, Wochen, Auszeichnungen, Anmerkungen) | Höchstplatzierung, Gesamtwochen, AuszeichnungChartplatzierungen (Jahr, Titel, , Platzierungen, Wochen, Auszeichnungen, Anmerkungen) | Anmerkungen                                                                      |
| Jahr | Titel                  | DE | AT | CH | UK | US | Anmerkungen                                                                      |
| ---- | ---------------------- | --- | --- | --- | --- | --- | -------------------------------------------------------------------------------- |
| 2010 | Let the Sun Shine      | — | — | — | UK3 Platin · (16 Wo.)UK | — | Erstveröffentlichung: 24. September 2010 Verkäufe: + 600.000                     |
| 2011 | Earthquake             | — | — | — | UK2 ×2Doppelplatin · (51 Wo.)UK | — | Erstveröffentlichung: 23. Oktober 2011 Verkäufe: + 1.515.000; feat. Tinie Tempah |
| 2012 | Last Time              | — | — | — | UK4 Silber · (8 Wo.)UK | — | Erstveröffentlichung: 16. März 2012 Verkäufe: + 200.000                          |
| 2012 | Express Yourself       | DE55 (9 Wo.)DE | — | — | UK12 Gold · (20 Wo.)UK | — | Erstveröffentlichung: 7. Mai 2012 Verkäufe: + 400.000                            |
| 2012 | Treatment              | — | — | — | UK55 (4 Wo.)UK | — | Erstveröffentlichung: 9. September 2012                                          |
| 2012 | Beneath Your Beautiful | DE25 Gold · (23 Wo.)DE | AT10 Gold · (34 Wo.)AT | CH17 Platin · (28 Wo.)CH | UK1 ×3Dreifachplatin · (31 Wo.)UK                                                                                                   | US34 Platin · (14 Wo.)US | Erstveröffentlichung: 18. November 2012 Verkäufe: + 3.435.000; feat. Emeli Sandé |

## Rezensionen
Das Album bekam gemischte Kritik. Es gab einige positive Meinungen, wie Robert Leedham von Drowned In Sound, welcher schrieb:

“In the end, Electronic Earth comes off more as a greatest hits collection than an album proper but that’s no bad thing. It just goes to show Labrinth has plenty of room left with which to stretch his wings. By the sounds of this, he’s only just getting started.”

und dem Album 70 von 100 möglichen Punkten gab, während Ben Cardew von NME ein eher negatives Review gab:

“Labrinth may work wonders in the background, but he’s far too anonymous on ‘Electronic Earth’ to mark his card as much of a solo star.”

und das Album mit 4 von 10 möglichen Punkten bewertete.
Auch Alexander Riede von generation-one.de gab dem Album fünf von sechs Sternen und sagte zum Album: „[…]der britische HipHop/Electro Act Labrinth versteht sich nicht nur im Spagat der beiden Genres, sondern beweist überdies hinaus mit populärer Ausrichtung eine feine Gesangsstimme. In diesem Album schlummert einiges an Potenzial.“
Der von Metacritic errechnete Durchschnitt sind 55 von 100 möglichen Punkten.

## Kommerzieller Erfolg

### Chartplatzierungen
Die Charts konnte das Album in Australien, Irland, Schottland und Großbritannien erreichen. Am erfolgreichsten wurde es in Großbritannien, wo es bis auf Platz zwei der Charts kam. Platz 23 in Irland, Platz sechs in Schottland, und Platz 38 in Australien sind die weiteren Platzierungen.
| ChartsChartplatzierungen     | Höchstplatzierung | Wochen |
| ---------------------------- | ----------------- | ------ |
| Vereinigtes Königreich (OCC) | 2 (43 Wo.)        | 43     |

| ChartsJahrescharts (2012)    | Platzierung |
| ---------------------------- | ----------- |
| Vereinigtes Königreich (OCC) | 46          |

### Auszeichnungen für Musikverkäufe
| Land/Region                  | Auszeichnungen für Musikverkäufe (Land/Region, Auszeichnung, Verkäufe) | Verkäufe |
| ---------------------------- | ---------------------------------------------------------------------- | -------- |
| Neuseeland (RMNZ)            | Gold                                                                   | 7.500    |
| Vereinigtes Königreich (BPI) | Platin                                                                 | 300.000  |
| Insgesamt                    | 1× Gold · 1× Platin ·                                                  | 307.500  |